# Liste der Monuments historiques in Baâlon
Die Liste der Monuments historiques in Baâlon führt die Monuments historiques in der französischen Gemeinde Baâlon auf.

## Liste der Objekte
| Bezeichnung                                           | Beschreibung                                                                                      | Standort                       | Kennzeichnung | Schutzstatus | Datum | Bild |
| ----------------------------------------------------- | ------------------------------------------------------------------------------------------------- | ------------------------------ | ------------- | ------------ | ----- | ---- |
| Kanzel                                                | Holz, 18. Jahrhundert                                                                             | in der Kirche St-Blaise (Lage) | PM55001497    | Inscrit      | 1980  |      |
| Liturgische Gewänder                                  | Kasel, Stola und Manipel; Stoff, bestickt, Anfang des 19. Jahrhunderts                            | in der Kirche St-Blaise (Lage) | PM55001500    | Inscrit      | 1991  |      |
| Reliquiar                                             | Silber, Mitte des 18. Jahrhunderts; im Centre départemental d’art sacré in Saint-Mihiel deponiert | in der Kirche St-Blaise (Lage) | PM55001501    | Inscrit      | 1995  |      |
| Triptychon Geißelung, Kreuzigung und Auferstehung     | Ölfarbe auf Holz, 1752                                                                            | in der Kirche St-Blaise (Lage) | PM55001498    | Inscrit      | 1980  |      |
| Triumphbogen und -kreuz                               | Schmiedeeisen, Holz, 17. Jahrhundert                                                              | in der Kirche St-Blaise (Lage) | PM55000041    | Classé       | 1944  |      |
| Grabstein für Frédéric Maclot und Pétronille Martinet | Marmor, bezeichnet 1656                                                                           | in der Kirche St-Blaise (Lage) | PM55001499    | Inscrit      | 1991  |      |
| Skulptur Madonna mit Kind und Weintraube              | Holz, 17. Jahrhundert                                                                             | in der Kirche St-Blaise (Lage) | PM55000042    | Classé       | 1981  |      |
| Skulptur Heiliger Blasius                             | mit Sockel; Holz, 18. Jahrhundert                                                                 | in der Kirche St-Blaise (Lage) | PM55001495    | Inscrit      | 1980  |      |
| Skulptur Petrus                                       | mit Sockel; Holz, farbig gefasst, 18. Jahrhundert                                                 | in der Kirche St-Blaise (Lage) | PM55001496    | Inscrit      | 1980  |      |
| Beichtstuhl                                           | Holz, um 1800                                                                                     | in der Kirche St-Blaise (Lage) | PM55001502    | Inscrit      | 2003  |      |